# Мюреля
Мю́реля (фин. Myrälä) — деревня в Виллозском городском поселении Ломоносовского района Ленинградской области.

## История
Деревня являлась вотчиной императрицы Марии Фёдоровны из которой в 1806—1807 годах были выставлены ратники Императорского батальона милиции.
На «Топографической карте окрестностей Санкт-Петербурга» Военно-топографического депо Главного штаба 1817 года упоминается деревня Мюра, состоящая из 6 крестьянских дворов, как часть большой деревни Тякотила, включающей в себя ещё и деревню Рюцеля.
На карте Санкт-Петербургской губернии Ф. Ф. Шуберта 1834 года обозначена деревня Текотела (Мюрино) и смежно с ней деревня Тякотеля Речилева.

ТЯКОТЕЛЯ — деревня принадлежит Ведомству красносельской удельной конторы, число жителей по ревизии: 45 м. п., 48 ж. п. (1838 год)

В пояснительном тексте к этнографической карте Санкт-Петербургской губернии П. И. Кёппена 1849 года она записана как деревня Tököttilä (Тякотели) и указано количество её жителей на 1848 год: эвремейсов — 33 м. п., 30 ж. п., савакотов — 19 м. п., 20 ж. п., всего 102 человека. В примечаниях к записи указано, что существовали две смежных деревни Тякотели: Рютилева и Речилева.
На карте профессора С. С. Куторги 1852 года деревня не обозначена.

ТЕКОТЕЛЯ — деревня Красносельского удельного имения, по почтовому тракту, число дворов — 8, число душ — 18 м. п. (1856 год)

Согласно «Топографической карте частей Санкт-Петербургской и Выборгской губерний» 1860 года деревня называлась Теготеля Мюряля и насчитывала 3 двора.

ТЕКОТЕЛЯ МЮРЯЛЯ — деревня удельная при Кирхгофской высоте, число дворов — 3, число жителей: 7 м. п., 12 ж. п.. (1862 год)

- Деревня Мюреля на карте 1885 года

В 1885 году деревня Мюреля насчитывала 4 двора.
В конце XIX — начале XX века деревня административно относилась к Дудергофской волости 3-го стана Царскосельского уезда Санкт-Петербургской губернии. По приходским данным население деревни было исключительно финским.
По данным «Памятной книжки Санкт-Петербургской губернии» за 1905 год деревня называлась Текотеля.
К 1913 году количество дворов в деревне Мюреля уменьшилось до 3.
Согласно данным переписи населения СССР 1926 года в деревне Мюряля Нуркколовского сельсовета Красносельской волости Троцкого уезда проживали 45 человек — все финны.
По данным 1933 года деревня Мюреля в составе Ленинградского Пригородного района не значилась.
- План деревни Мюреля. 1939 год

Согласно топографической карте 1939 года деревня насчитывала 10 дворов.
По данным 1966, 1973 и 1990 годов деревня Мюреля входила в состав Горского сельсовета.
В 1997 году в деревне Мюреля Горской волости проживали 28 человек, в 2002 году постоянного населения не было, в 2007 году — 17 человек.

## География
Деревня расположена в юго-восточной части района на автодороге 41К-637 (подъезд к дер. Ретселя), к востоку от административного центра поселения деревни Виллози и к югу от горы Кирхгоф.
Расстояние до административного центра поселения — 5 км.
Расстояние до ближайшей железнодорожной станции Дудергоф — 3,5 км.

## Демография
| 1862 | 2002 | 2007 | 2010 | 2017 |
| ---- | ---- | ---- | ---- | ---- |
| 19   | ↘0   | →0   | ↗3   | ↘1   |